# Canton de Saint-Cyr-sur-Mer
Le canton de Saint-Cyr-sur-Mer est une circonscription électorale française située dans le département du Var et la région Provence-Alpes-Côte d'Azur.

## Histoire
Un nouveau découpage territorial du Var entre en vigueur à l'occasion des premières élections départementales suivant le décret du 27 février 2014. Les conseillers départementaux sont, à compter de ces élections, élus au scrutin majoritaire binominal mixte. Les électeurs de chaque canton élisent au Conseil départemental, nouvelle appellation du Conseil général, deux membres de sexe différent, qui se présentent en binôme de candidats. Les conseillers départementaux sont élus pour 6 ans au scrutin binominal majoritaire à deux tours, l'accès au second tour nécessitant 12,5 % des inscrits au 1er tour. En outre la totalité des conseillers départementaux est renouvelée. Ce nouveau mode de scrutin nécessite un redécoupage des cantons dont le nombre est divisé par deux avec arrondi à l'unité impaire supérieure si ce nombre n'est pas entier impair, assorti de conditions de seuils minimaux. Dans le Var, le nombre de cantons passe ainsi de 43 à 23.
Le canton est créé par ce décret. Il s'affranchit des limites d'arrondissements, avec 3 communes incluses dans l'arrondissement de Brignoles et 6 dans l'arrondissement de Toulon. Le bureau centralisateur est situé à Saint-Cyr-sur-Mer.

## Représentation
| Période élective | Période élective | Mandat | Mandat   | Identité     | Nuance | Nuance | Qualité |
| ---------------- | ---------------- | ------ | -------- | ------------ | ------ | ------ | --- |
| 2015             | 2021             | 2015   | 2021     | Marc Lauriol |        | LR     | Cadre supérieur Ancien directeur de cabinet de Josette Pons                                                           |
| 2015             | 2021             | 2015   | 2021     | Andrée Samat |        | LR     | Administrateur chez AMUNDI - Paris Première adjointe au maire de Saint-Cyr-sur-Mer 11e Vice-Présidente du Département |
| 2021             | 2028             | 2021   | en cours | Marc Lauriol |        | DVD    | |
| 2021             | 2028             | 2021   | en cours | Andrée Samat |        | DVD    | |

### Résultats détaillés

#### Élections de mars 2015
À l'issue du 1er tour des élections départementales de 2015, deux binômes sont en ballottage : Richard Camus et Elisabeth Lalesart (FN, 38,07 %) et Marc Lauriol et Andrée Samat (Union de la Droite, 32,55 %). Le taux de participation est de 49,6 % (18 337 votants sur 36 967 inscrits) contre 49,77 % au niveau départemental et 50,17 % au niveau national.
Au second tour, Marc Lauriol et Andrée Samat (Union de la Droite) sont élus avec 56,24 % des suffrages exprimés et un taux de participation de 51,69 % (9 913 voix pour 19 108 votants et 36 966 inscrits).

#### Élections de juin 2021
Le premier tour des élections départementales de 2021 est marqué par un très faible taux de participation (33,26 % au niveau national). Dans le canton de Saint-Cyr-sur-Mer, ce taux de participation est de 33,41 % (13 310 votants sur 39 841 inscrits) contre 33,03 % au niveau départemental. À l'issue de ce premier tour, deux binômes sont en ballottage : Valerie Fernandez et Jean-Marc Menichini (RN, 36,58 %) et Marc Lauriol et Andrée Samat (DVD, 30,96 %).
Le second tour des élections est marqué une nouvelle fois par une abstention massive équivalente au premier tour. Les taux de participation sont de 34,36 % au niveau national, 36,4 % dans le département et 36,81 % dans le canton de Saint-Cyr-sur-Mer. Marc Lauriol et Andrée Samat (DVD) sont élus avec 60,05 % des suffrages exprimés (8 336 voix pour 14 667 votants et 39 845 inscrits),,. 

## Composition
Le canton de Saint-Cyr-sur-Mer comprend neuf communes entières.
| Nom                                       | Code Insee | Intercommunalité                   | Superficie (km2) | Population (dernière pop. légale) | Densité (hab./km2) | Modifier                                    |
| ----------------------------------------- | ---------- | ---------------------------------- | ---------------- | --------------------------------- | ------------------ | ------------------------------------------- |
| Saint-Cyr-sur-Mer (bureau centralisateur) | 83112      | CA Sud Sainte Baume                | 21,15            | 11 668 (2022)                     | 552                | modifier les données · modifier les données |
| Le Beausset                               | 83016      | CA Sud Sainte Baume                | 35,95            | 10 098 (2022)                     | 281                | modifier les données · modifier les données |
| La Cadière-d'Azur                         | 83027      | CA Sud Sainte Baume                | 37,42            | 5 657 (2022)                      | 151                | modifier les données · modifier les données |
| Le Castellet                              | 83035      | CA Sud Sainte Baume                | 44,77            | 5 992 (2022)                      | 134                | modifier les données · modifier les données |
| Nans-les-Pins                             | 83087      | CA de la Provence Verte            | 47,99            | 5 090 (2022)                      | 106                | modifier les données · modifier les données |
| Plan-d'Aups-Sainte-Baume                  | 83093      | CA de la Provence Verte            | 24,91            | 2 430 (2022)                      | 98                 | modifier les données · modifier les données |
| Riboux                                    | 83105      | CA Sud Sainte Baume                | 13,48            | 51 (2022)                         | 3,8                | modifier les données · modifier les données |
| Saint-Zacharie                            | 83120      | Métropole d'Aix-Marseille-Provence | 27,02            | 5 877 (2022)                      | 218                | modifier les données · modifier les données |
| Signes                                    | 83127      | CA Sud Sainte Baume                | 133,10           | 3 126 (2022)                      | 23                 | modifier les données · modifier les données |
| Canton de Saint-Cyr-sur-Mer               | 8312       |                                    | 385,79           | 49 989 (2022)                     | 130                | modifier les données                        |

## Démographie
En 2022, le canton comptait 49 989 habitants, en évolution de +9,26 % par rapport à 2016 (Var : +4,98 %, France hors Mayotte : +2,11 %).
| 2013   | 2018   | 2022   |
| ------ | ------ | ------ |
| 44 754 | 46 729 | 49 989 |